# Microregiunea Balatonföldvár
Microregiunea Balatonföldvár (în maghiară Balatonföldvári kistérség) a fost o microregiune statistică (kistérség) din județul Somogy, Ungaria.
Cu o populație de 11.261 locuitori și o suprafață de 241,73 km2, aceasta a existat până în 2014, când în Ungaria, microregiunile ”kistérségek” au fost înlocuite de districte (járások).